# Крючкова, Нина Михайловна
Крючко́ва Ни́на Миха́йловна (31 марта 1939, Бобруйск, Могилёвская область — 16 мая 2003, Минск) — доктор биологических наук, профессор, биолог, эколог.

## Биография
В 1961 году окончила биологический факультет Белорусского университета, в 1966 — аспирантуру по кафедре зоологии беспозвоночных; стажировалась в Институте санитарии и гигиены ЧССР (Прага).
С 1966 по 1985 год работала младшим, затем старшим научным сотрудником НИИ гидроэкологии биологического факультета Белорусского университета; в 1985—1996 заведовала кафедрой общей экологии и методики преподавания биологии БГУ.
Скончалась 16 мая 2003 года.

## Научная деятельность
В 1968 году защитила кандидатскую («Роль зоопланктона в процессах самоочищения водоёмов»), в 1984 — докторскую диссертацию («Роль зоопланктона в трофодинамике водоёмов»).
Нина Михайловна Крючкова являлась учеником профессора Г. Г. Винберга. Её основные научные интересы были связаны с изучением трофических взаимоотношений водных организмов и механизмов биологического самоочищения водоёмов. Результаты многолетних исследований Н. М. Крючковой обобщены в монографии «Трофические взаимоотношения зоо- и фитопланктона» (1989). Читала м лекции по общему курсу «Экология и рациональное природопользование», специальные курсы «Экологическая физиология», «Гидроэкология». Автор более 130 научных и учебно-методических работ.

### Избранные труды
- Крючкова Н. М. Роль зоопланктона в процессах самоочищения водоемов: Автореф. дис. … канд. биол. наук. — Минск, 1968. — 25 с.
- Биологические процессы и самоочищение на загрязненном участке реки. — Минск, 1972 (в соавт.)
- Крючкова Н. М., Рыбак В. К., Петрович П. Г. Сезонная и многолетняя динамика // Экологическая система Нарочанских озер. — Минск, 1985. — С. 127—134.
- Крючкова Н. М. Трофические взаимоотношения зоо- и фитопланктона / Отв. ред. Г. Г. Винберг, Л. М. Сущеня; АН СССР, Всесоюз. гидробиол. о-во. — М. : Наука, 1989. — 124 с.
- Экалагічны слоўнік = Экологический словарь : кніга для вучняў / пад рэд. Н. М. Кручковай. — Мінск : Народная асвета, 1993. — 225 c.